# Бугайчук Сергій Анатолійович
Сергі́й Анато́лійович Бугайчу́к (1988—2014) — український військовик, учасник війни на сході України, солдат Збройних сил України. Кавалер ордена «За мужність» III ступеня, почесний громадянин Нововолинська.

## Життєпис
Народився 1988 року в селі Мизове і проживав у місті Нововолинськ (Волинська область). Батько Анатолій Оксентійович шахтар, 23 роки підземного стажу, 2013 року переніс операцію з онкозахворювання. Закінчив нововолинську ЗОШ № 6, по тому здобув професію підземного електрослюсаря та машиніста підземних установок — у Нововолинському ВПУ. Любив спорт, мотоцикли. Працював на шахті в Нововолинську.
У часі війни мобілізований, командир мінометного розрахунку, 51-ша окрема механізована бригада.
У ніч проти 25 серпня 2014-го загинув у бою за Іловайськ під Кутейниковим. Тоді 3-й батальйон бригади був оточений російсько-терористичними силами біля Березного — Оленівки та перебував під постійним артобстрілом.
Похований у селі Мизове Старовижівського району 1 вересня 2014 року.
Без Сергія лишились батько і мама Галина Оверківна та молодший брат.

## Нагороди та вшанування
За особисту мужність і героїзм, виявлені у захисті державного суверенітету та територіальної цілісності України, вірність військовій присязі під час російсько-української війни
- нагороджений орденом «За мужність» III ступеня (4.6.2015, посмертно)
- Його портрет розміщений на меморіалі «Стіна пам'яті полеглих за Україну» у Києві: секція 3, ряд 9, місце 5
- Вшановується 25 серпня на щоденному ранковому церемоніалі вшанування українських захисників, які загинули цього дня у різні роки внаслідок російської збройної агресії[1]
- Почесний громадянин Нововолинська (посмертно)[2]